# مولهاوزن (تورينغيا)
مولهاوزن (بالألمانية: Mühlhausen) هي بلدة في قضاء أونستروت هاينيش في شمال غرب ولاية تورينغيا الألمانية. تحتل المدينة في التخطيط الإداري لجمهورية تورينغيا، رتبة مركز متوسط مع مهام فرعية لمركز أعلى. أقرب المدن الكبرى هي إرفورت (حوالي 55 كم جنوب شرق) ، غوتينغن (حوالي 60 كم شمال غرب) وكاسل (حوالي 85 كم إلى الغرب). كانت مولهاوزن في العصور الوسطى ثاني أقوى مدن تورينغيا بعد إرفورت . ومعروف عنها احتضانها لأكبر مهرجان ملاهي في ألمانيا (بالألمانية: Mühlhäuser Kirmes) الذي اقيم لأول مرة سنة 1877 .
في عام 1990 اتفقت مونستر في وستفاليا ومولهاوزن على أول توأمة لمدينتين ألمانيتين من جزأي ألمانيا سابقا. ورغم الاختلاف في الحجم تتشارك المدينتين في عدة أمور منها الحفاظ على صورة البلدة القديمة التاريخية مع عدد كبير من الكنائس. وكانت كلا المدينتين عضوا في رابطة الهانزه. كما تتشاركان بالريادة في النشاط في مجال حماية البيئة مقارنة مع المدن الأخرى. نمت علاقات كثيرة بين مونستر ومولهاوزن بسبب قرب المسافة، وخاصة في مجال الفنون، الثقافة والرياضة.

## توأمة
لمولهاوزن (تورينغيا) اتفاقيات توأمة مع كل من:
- كرنشتات
- توركوان
- إشفيغه
- مونستر
- Saxonburg, Pennsylvania [الإنجليزية]‏

## معرض صور

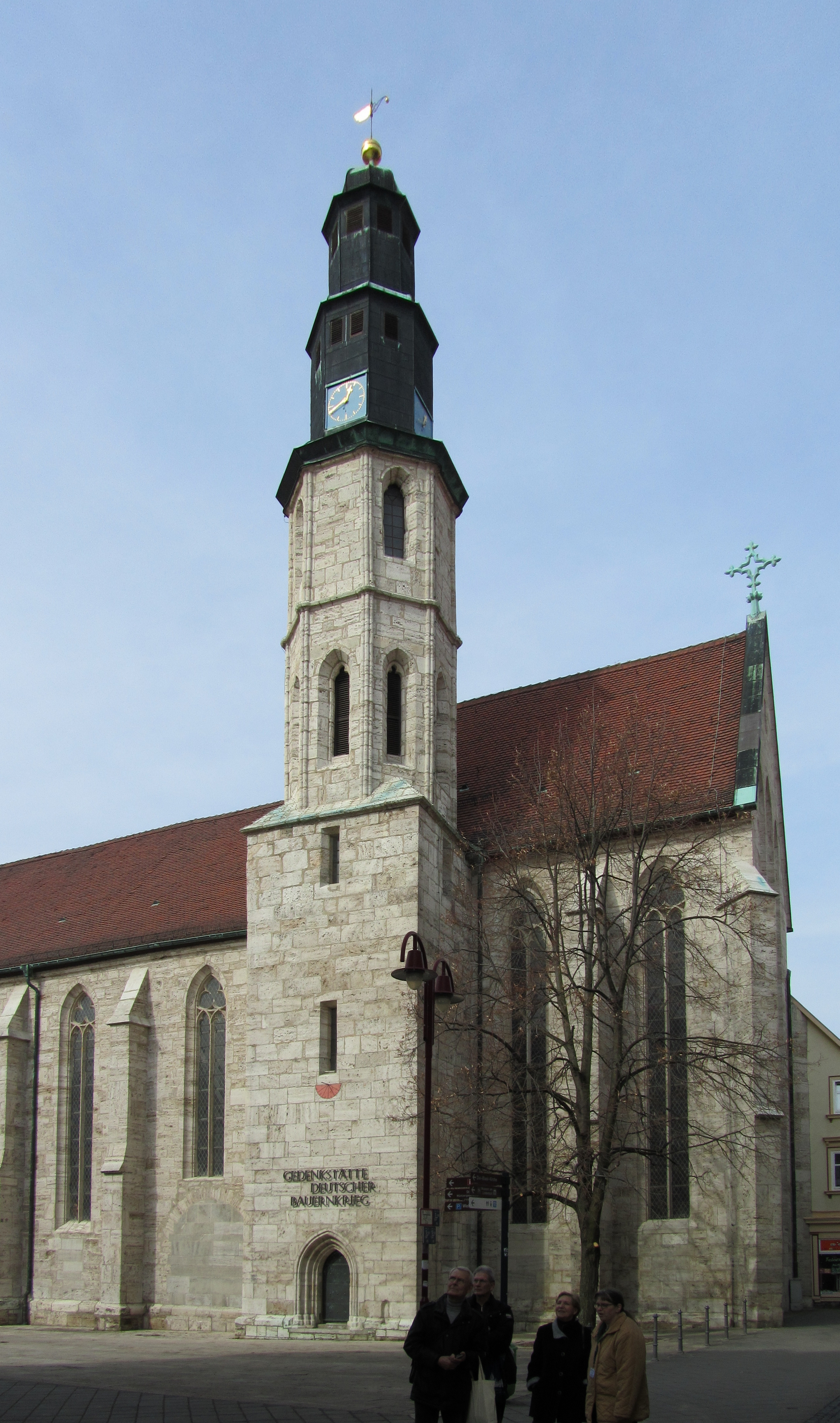
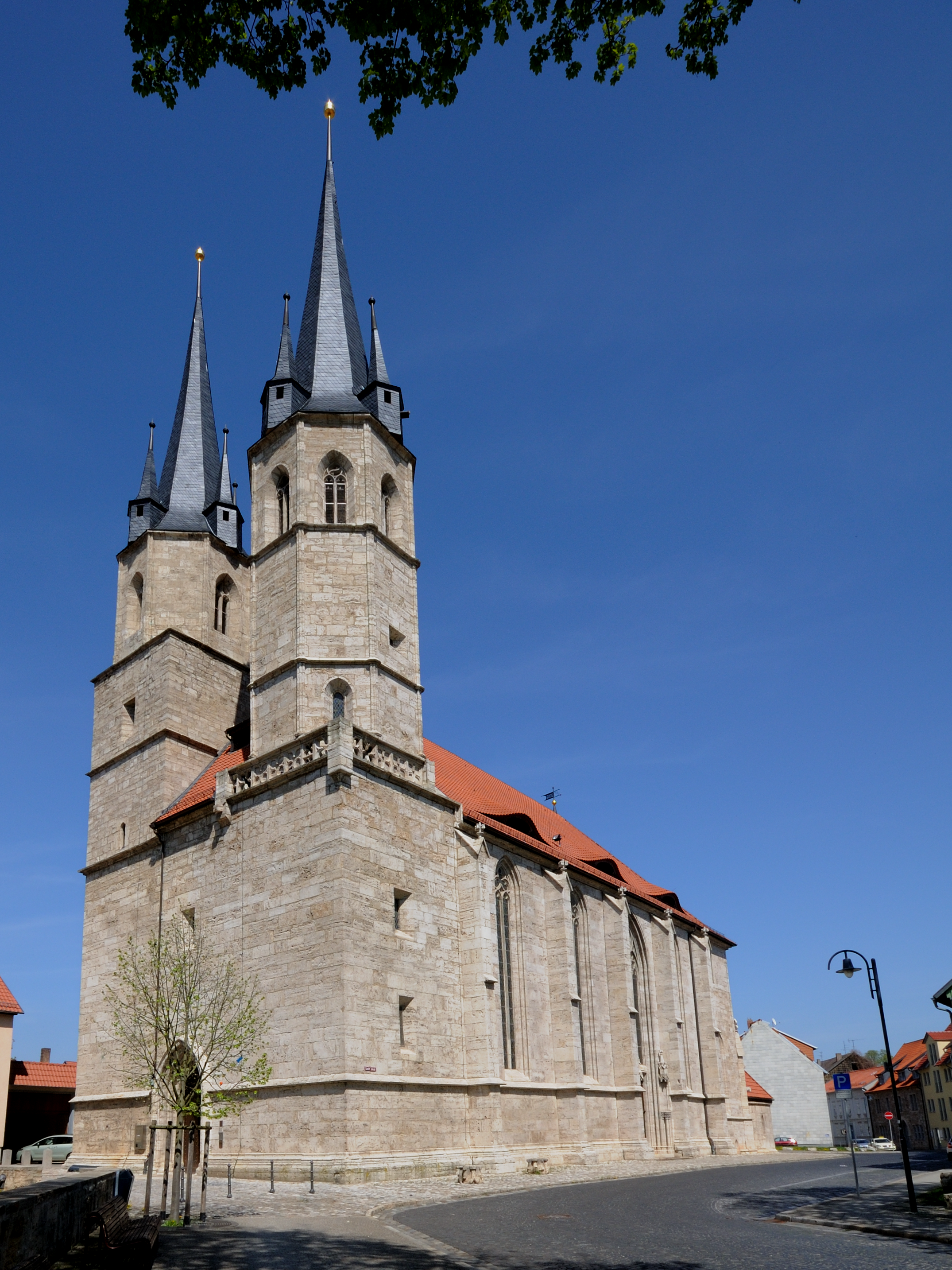
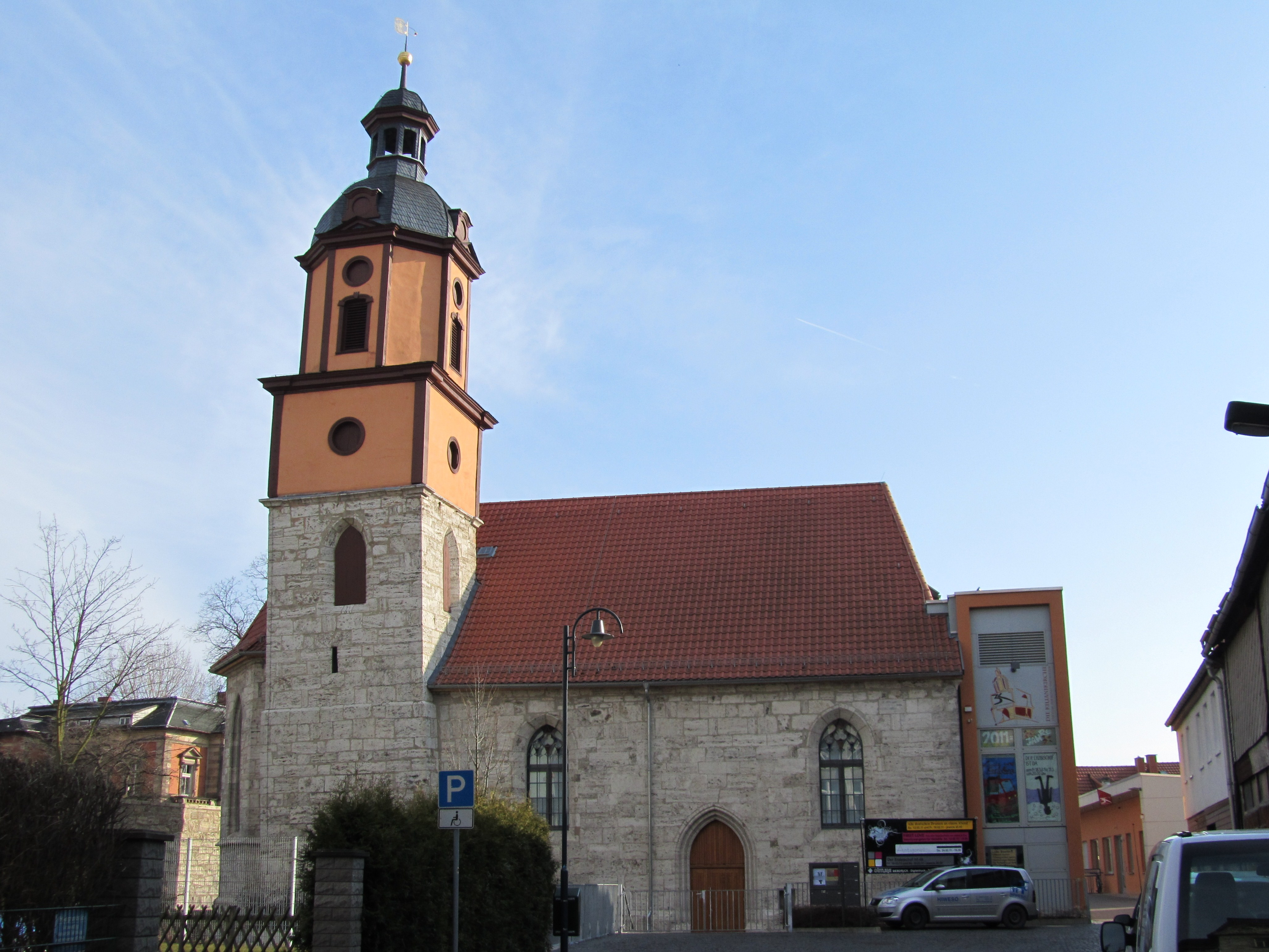
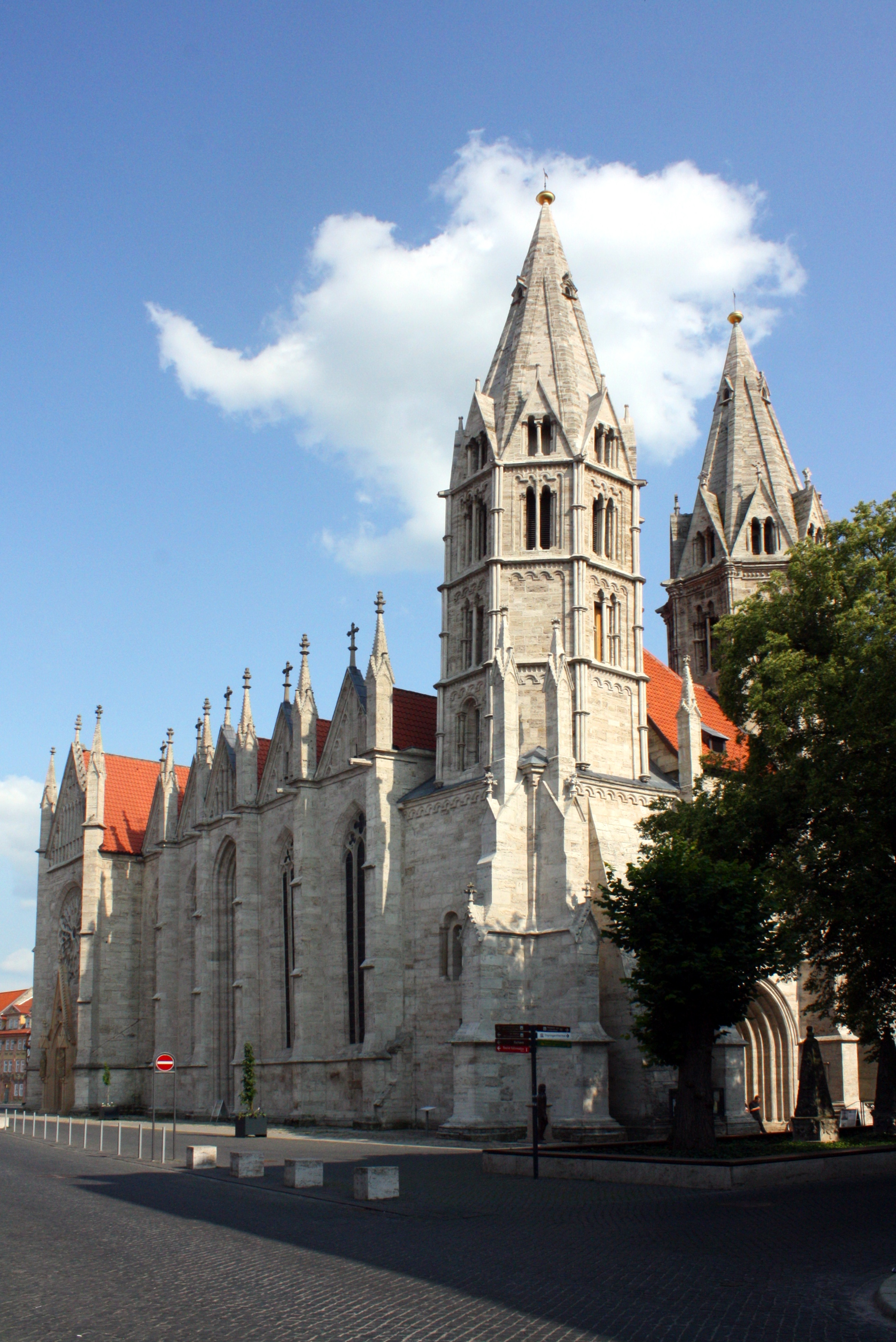
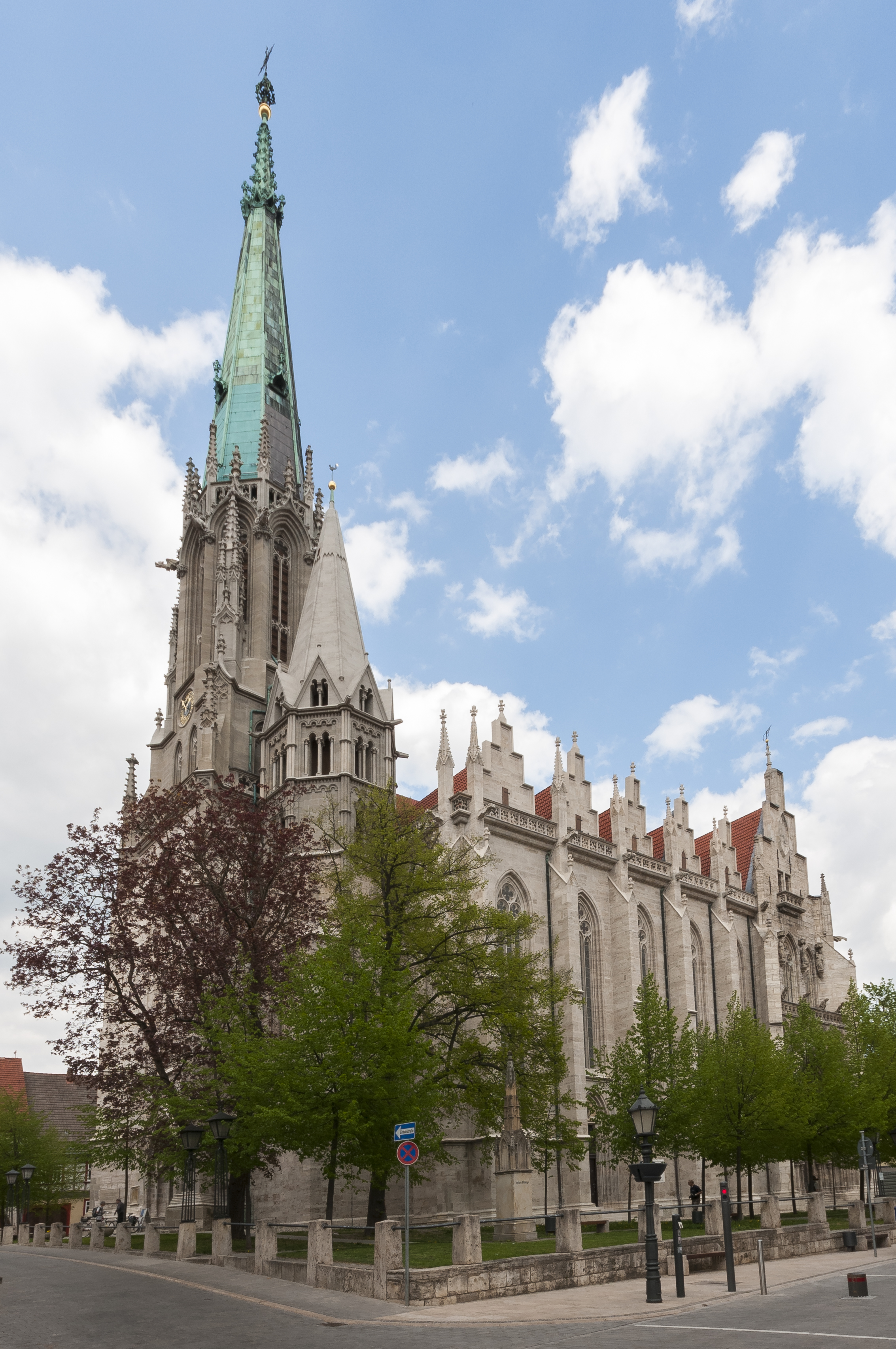
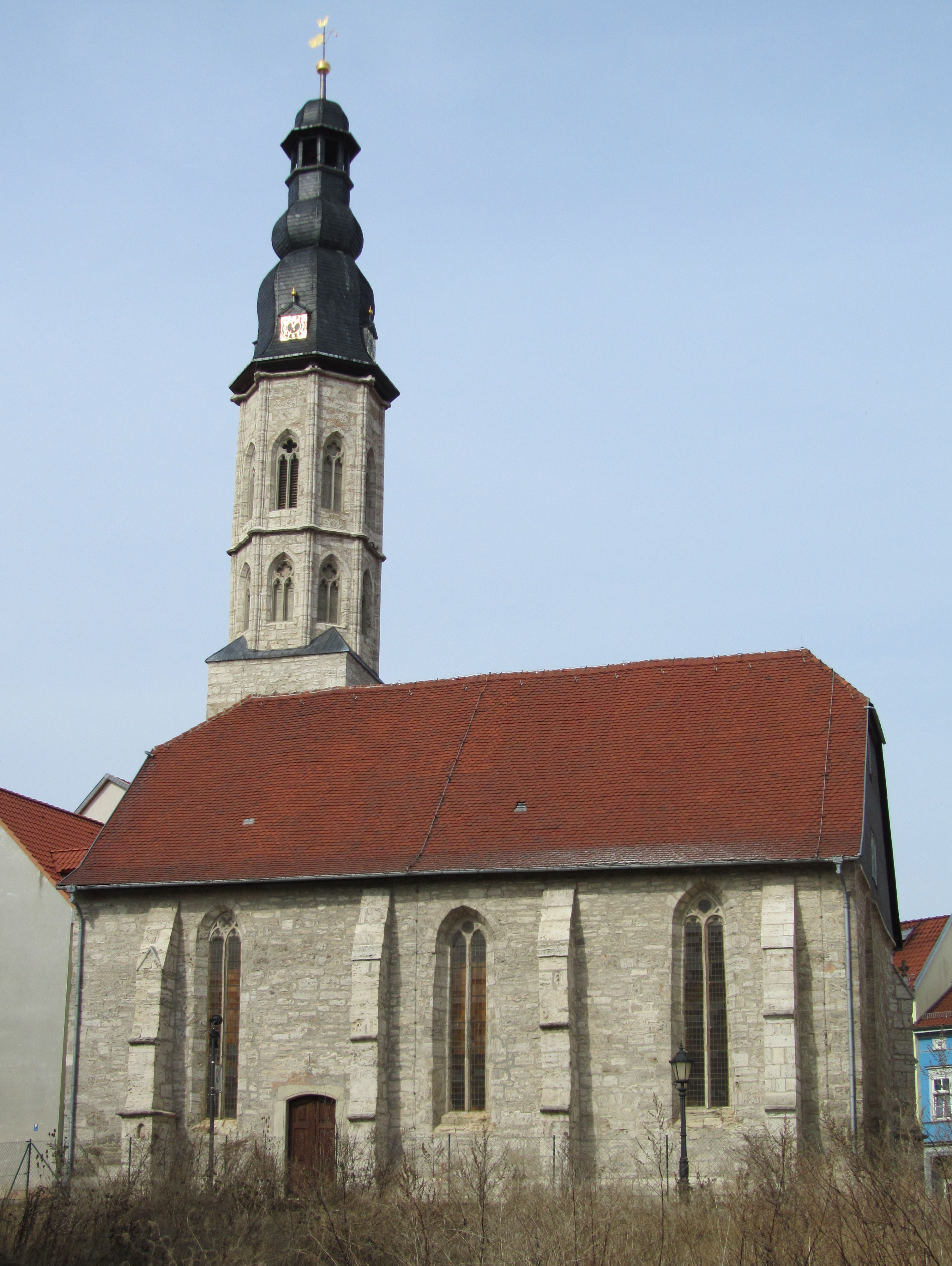

## أعلام
- جون روبلينغ
- أرند كروغر
- ولهلم غرهارد والبرس
- إدوارد لودفيغ
- يوهان غوتفريد أورباخ
- فيلهلم غوتليب فون
- توماس مونتسر